# Musée BMW
Le musée BMW est un musée du constructeur automobile allemand BMW. Il est inauguré en 1973, voisin du Parc olympique de Munich en Bavière, sur le site industriel et siège historique de la marque fondée en 1917 par Gustav Otto et Karl Rapp,.

## Historique
Le musée « soucoupe » BMW est construit au pied du siège social de la marque, la tour BMW, en forme de « quatre cylindres » (inventé entre autres par Nikolaus Otto, père de Gustav Otto), en même temps que le parc olympique de Munich des Jeux olympiques d'été de 1972. Il ferme ses portes de 2006 à 2007 pour multiplier sa surface par cinq avec 5 000 m2 d'exposition répartis en vingt-cinq aires d'expositions, reliées par des passerelles, pour exposer plus de 120 œuvres en rotation (autos, motos, voitures de compétition, moteurs, documents...).

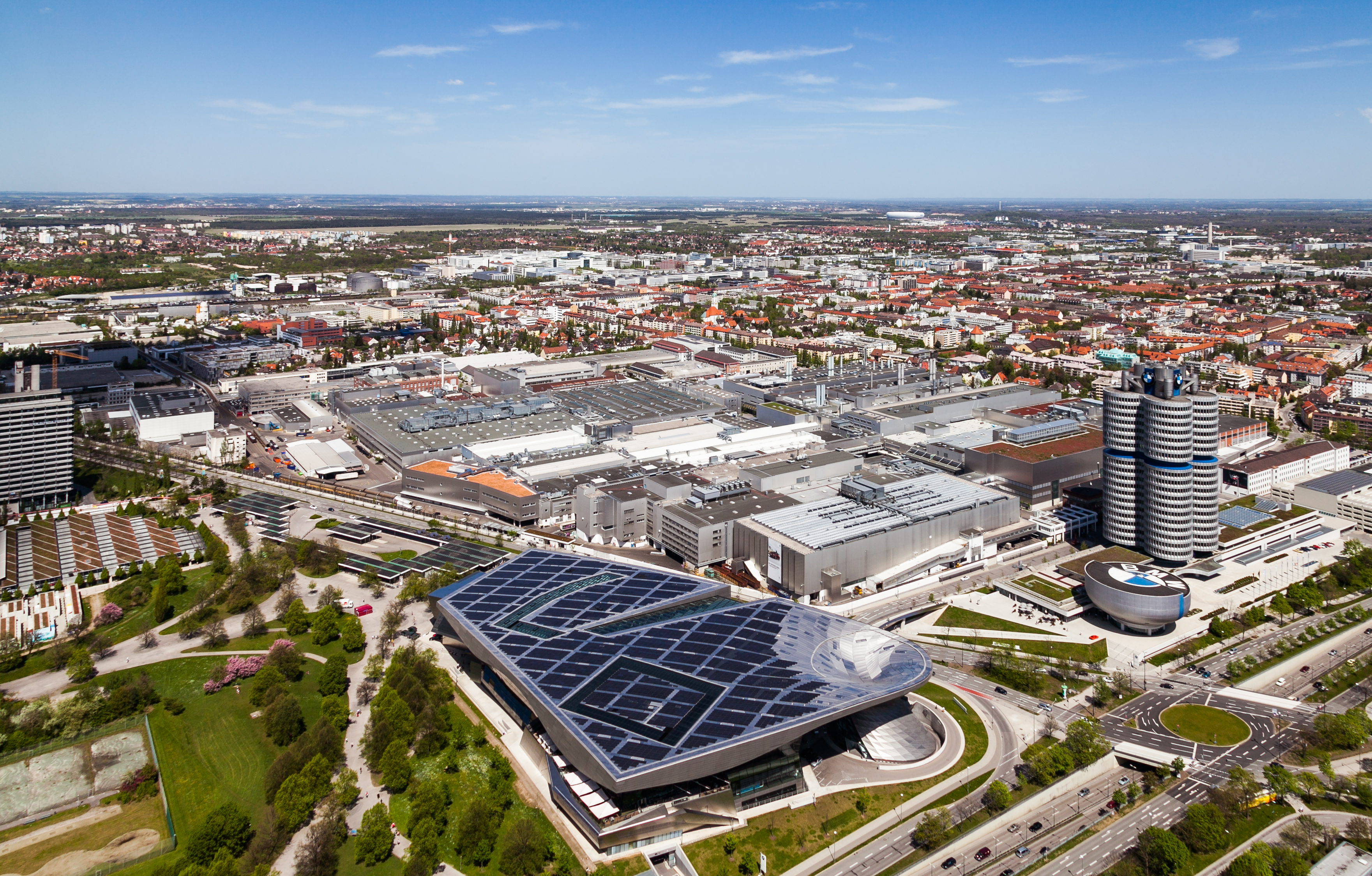
Site industriel BMW historique, fondé par Gustav Otto en 1911.
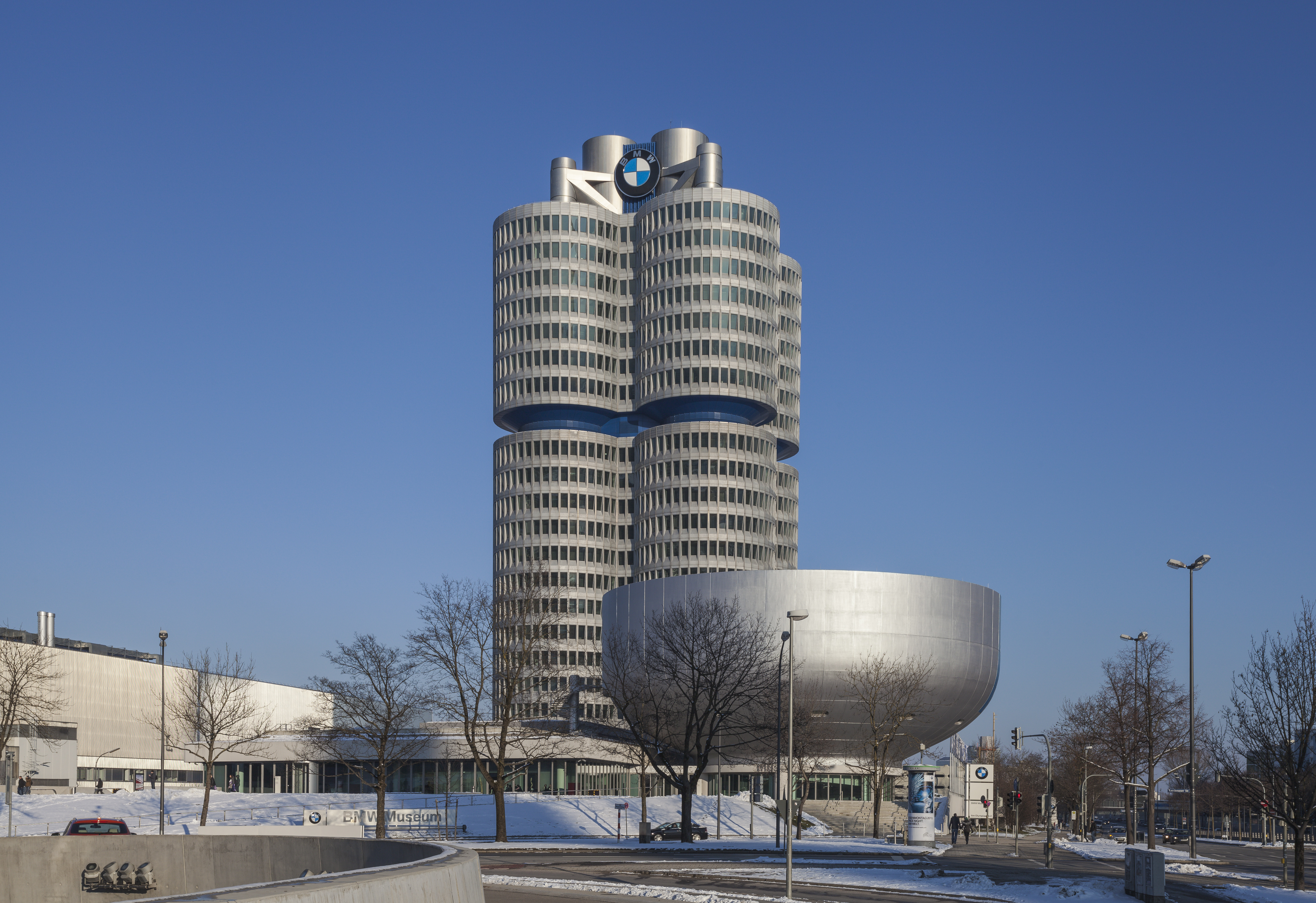
Tour BMW, et musée.

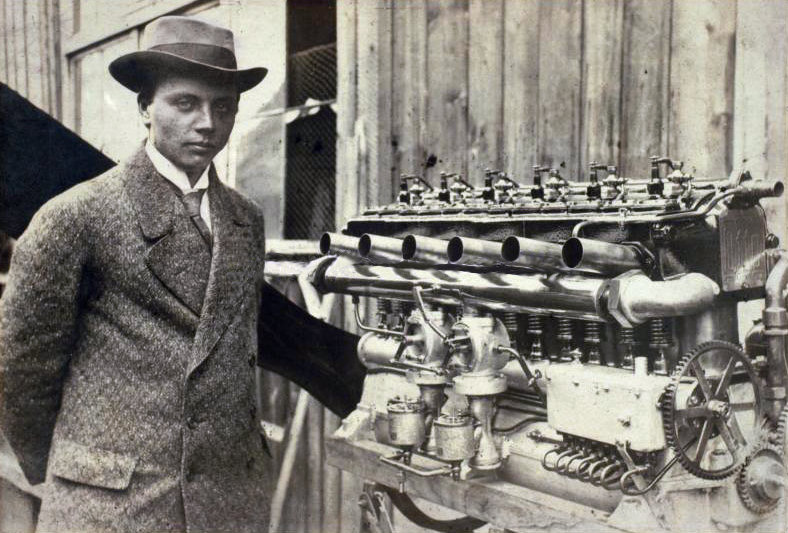
Gustav Otto (fils héritier de Nikolaus Otto), fondateur avec Karl Rapp, de BMW en 1917.
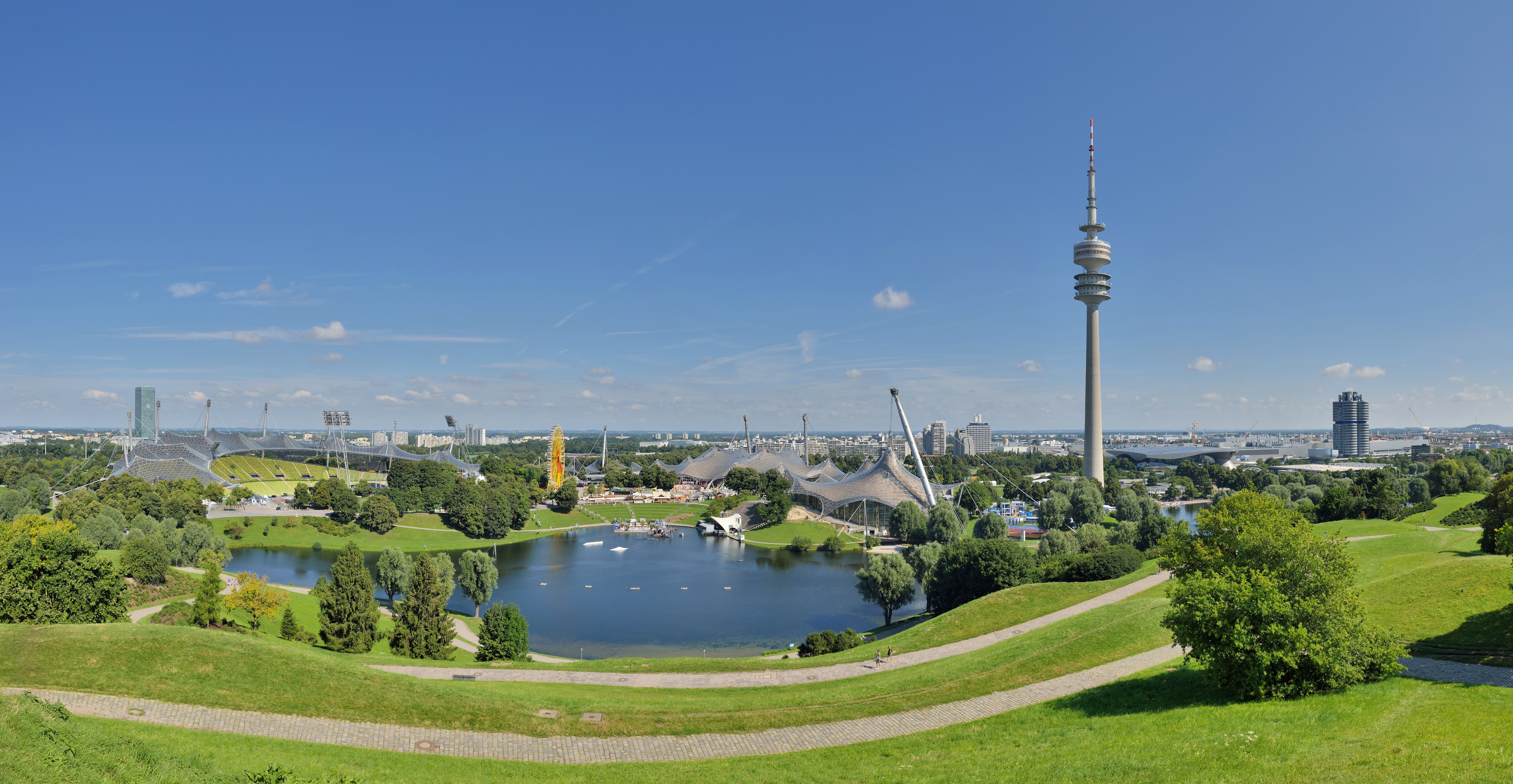
Parc olympique de Munich voisin (et Tour BMW), des Jeux olympiques d'été de 1972.

## Architecture
Ce bâtiment « soucoupe » en aluminium (coupe en argent) de style futuriste / design a été conçu par l'architecte autrichien Karl Schwanzer. Souvent surnommé « le saladier » ou « le chaudron blanc », la base circulaire a un diamètre de 20 mètres, et un toit plat en forme de Logo BMW (hélice d'avion aux couleurs bleu et blanc de la Bavière) d'environ 40 mètres de diamètre.

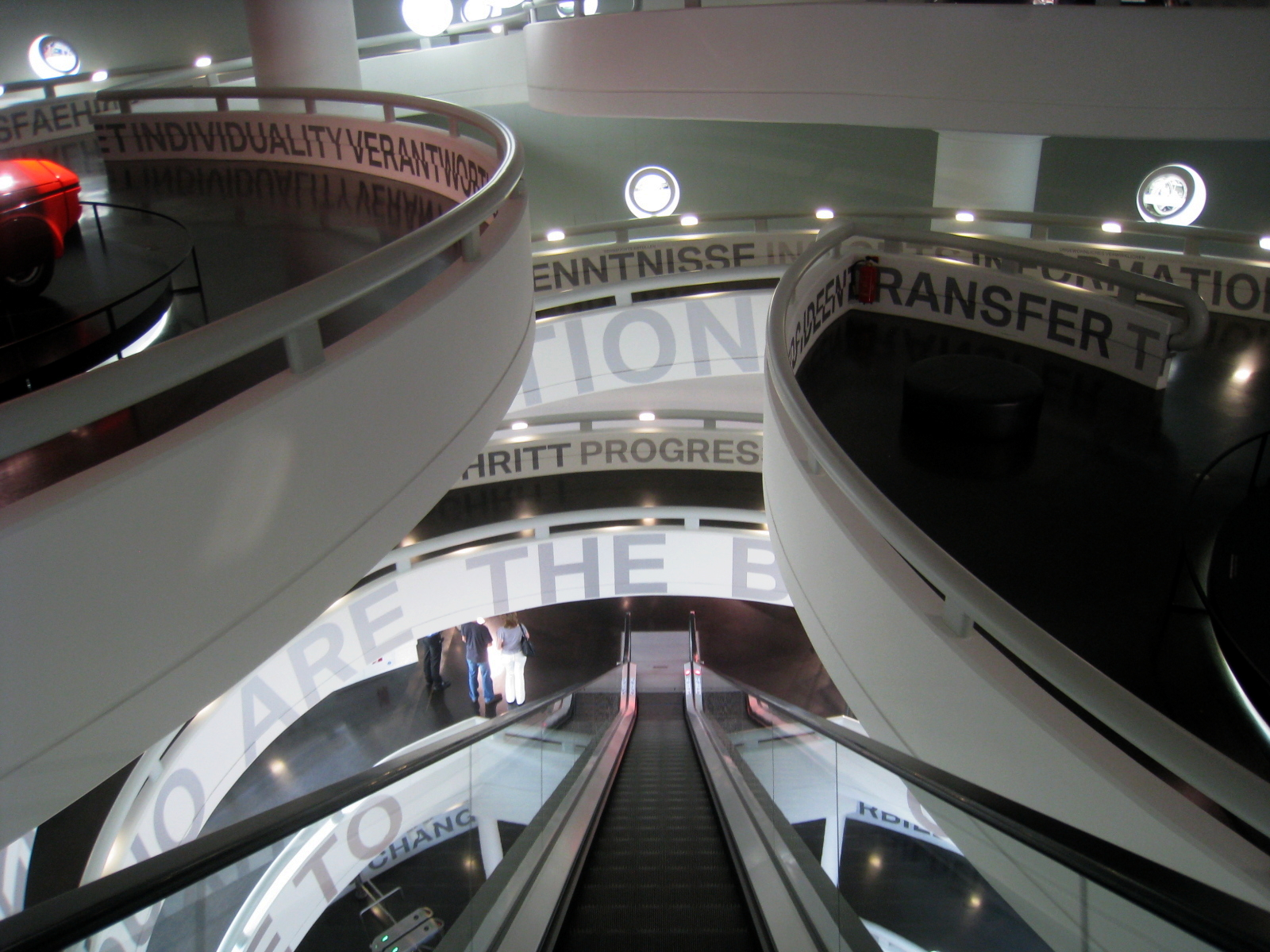
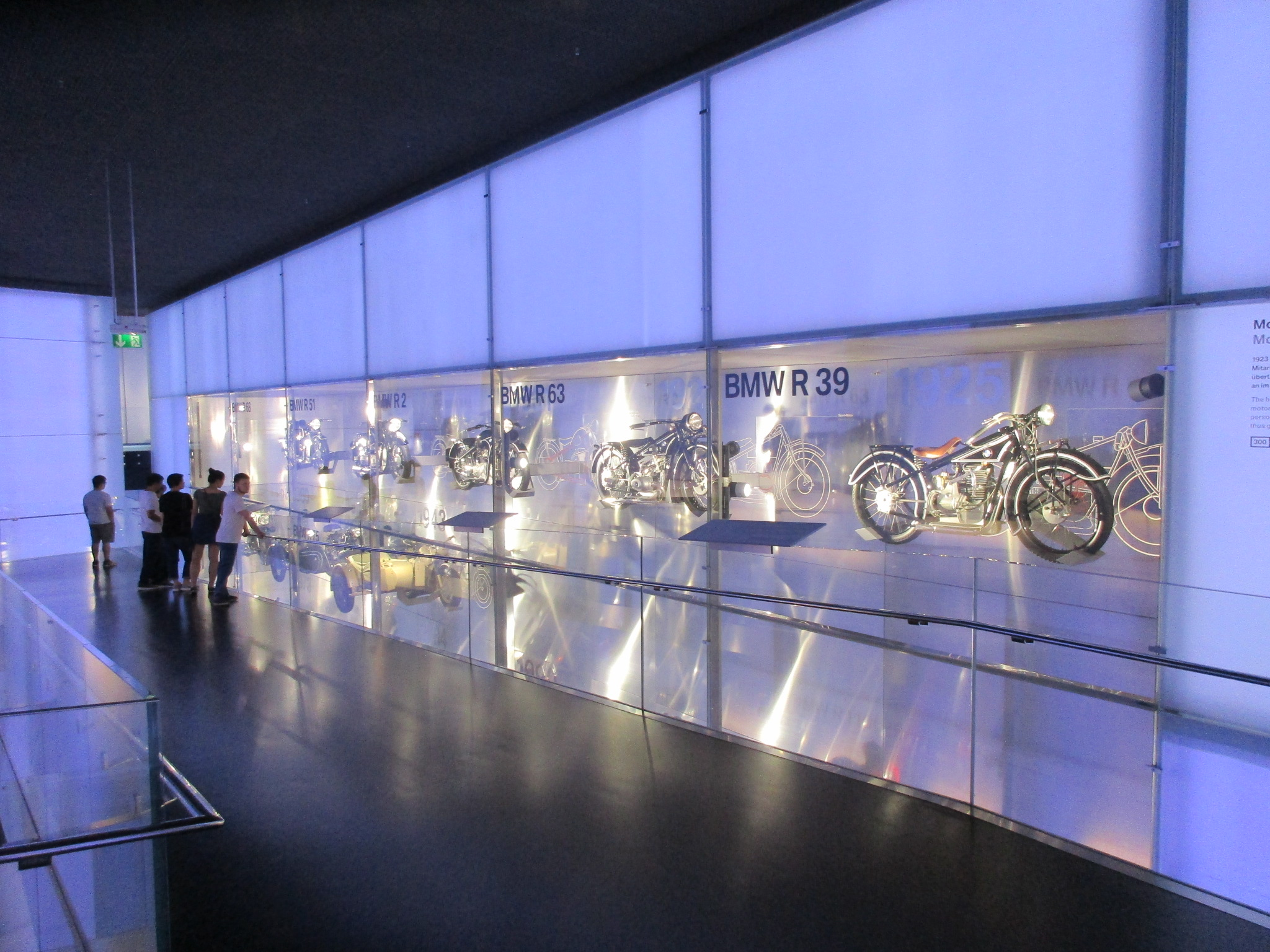
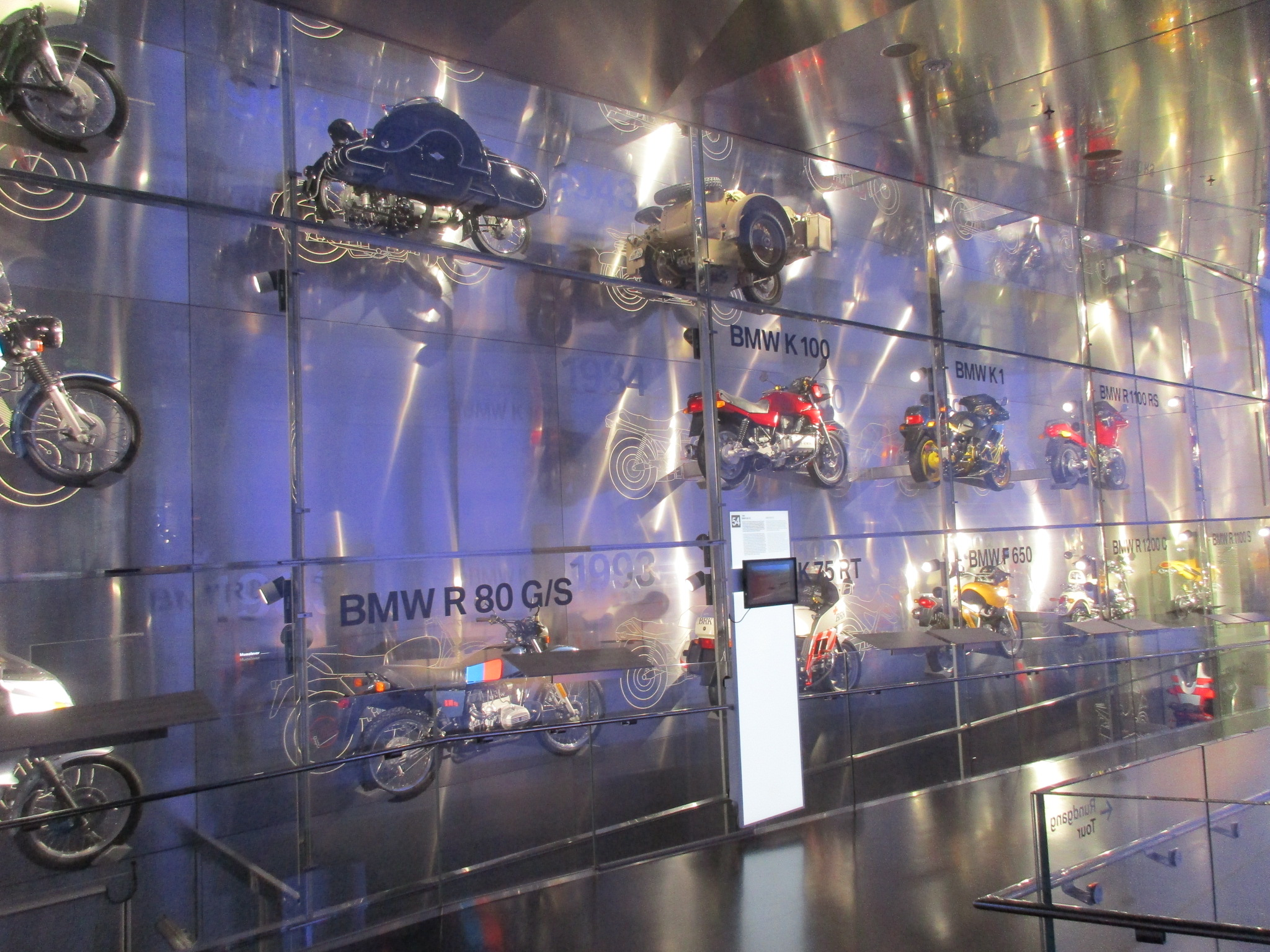
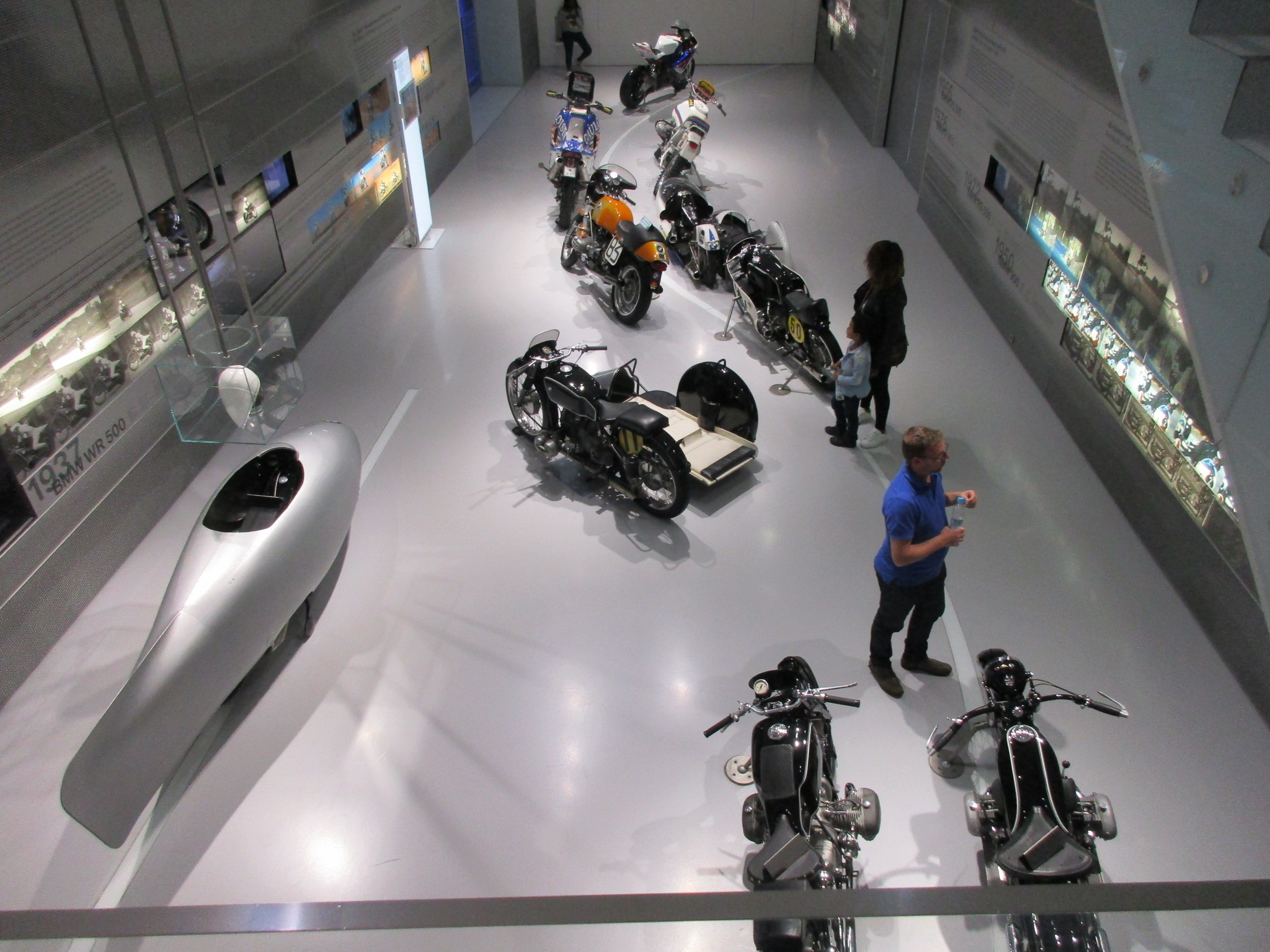

La forme, le hall d’entrée design, et ses grands escaliers en colimaçon hélicoïdaux, sont inspirés du Musée Solomon-R.-Guggenheim de New York, de l'architecte Frank Lloyd Wright.

## Exposition
Le musée présente une collection tournante d'objets de l'histoire de la firme bavaroise, spécialisée à l'origine dans la construction de moteurs d'avions (à partir de 1916), de motocyclettes (à partir de 1923) et d'automobiles (à partir de 1928).

Quelques modèles
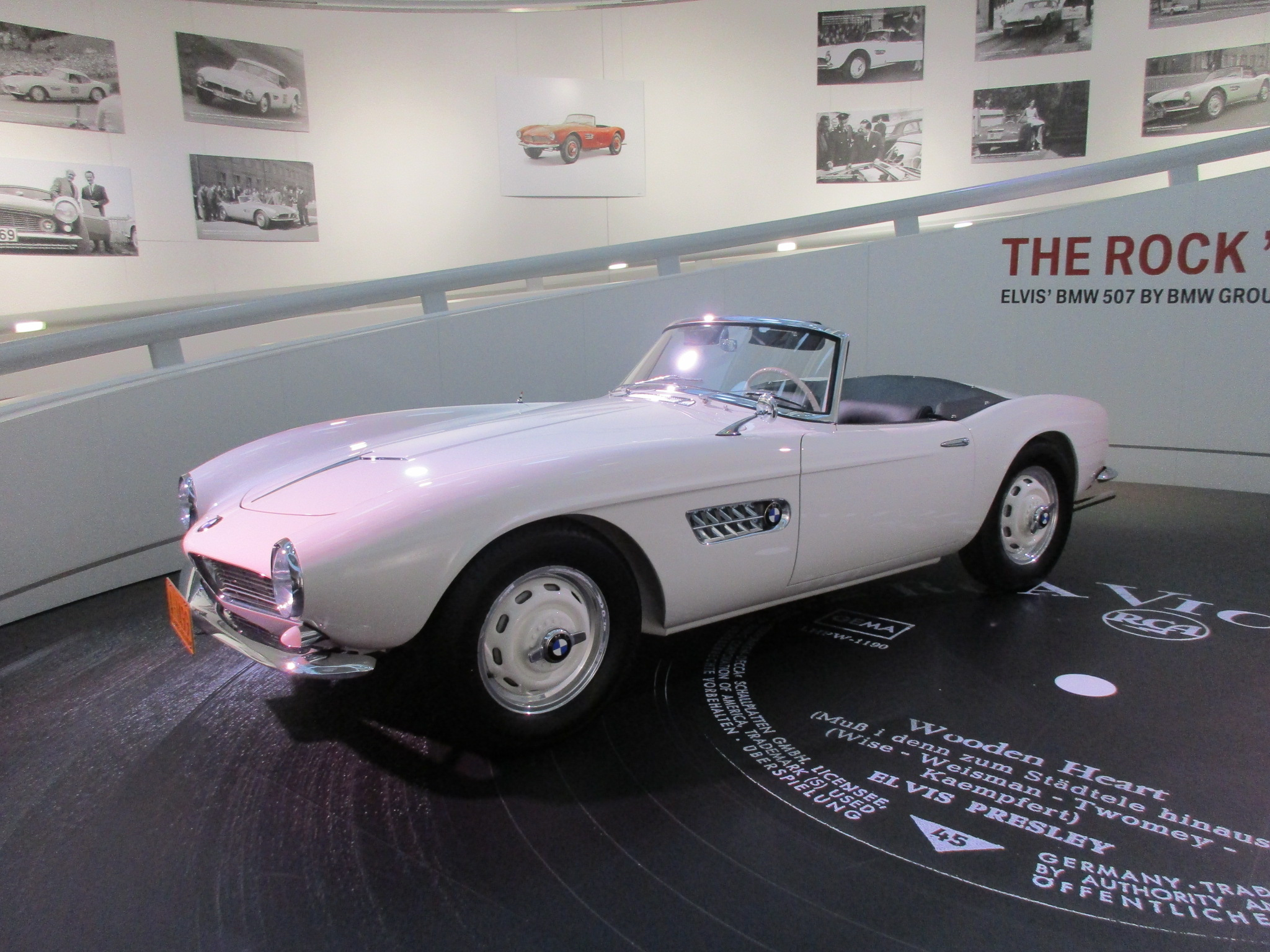
BMW 507 d'Elvis Presley (service militaire à Munich en 1958-1960).
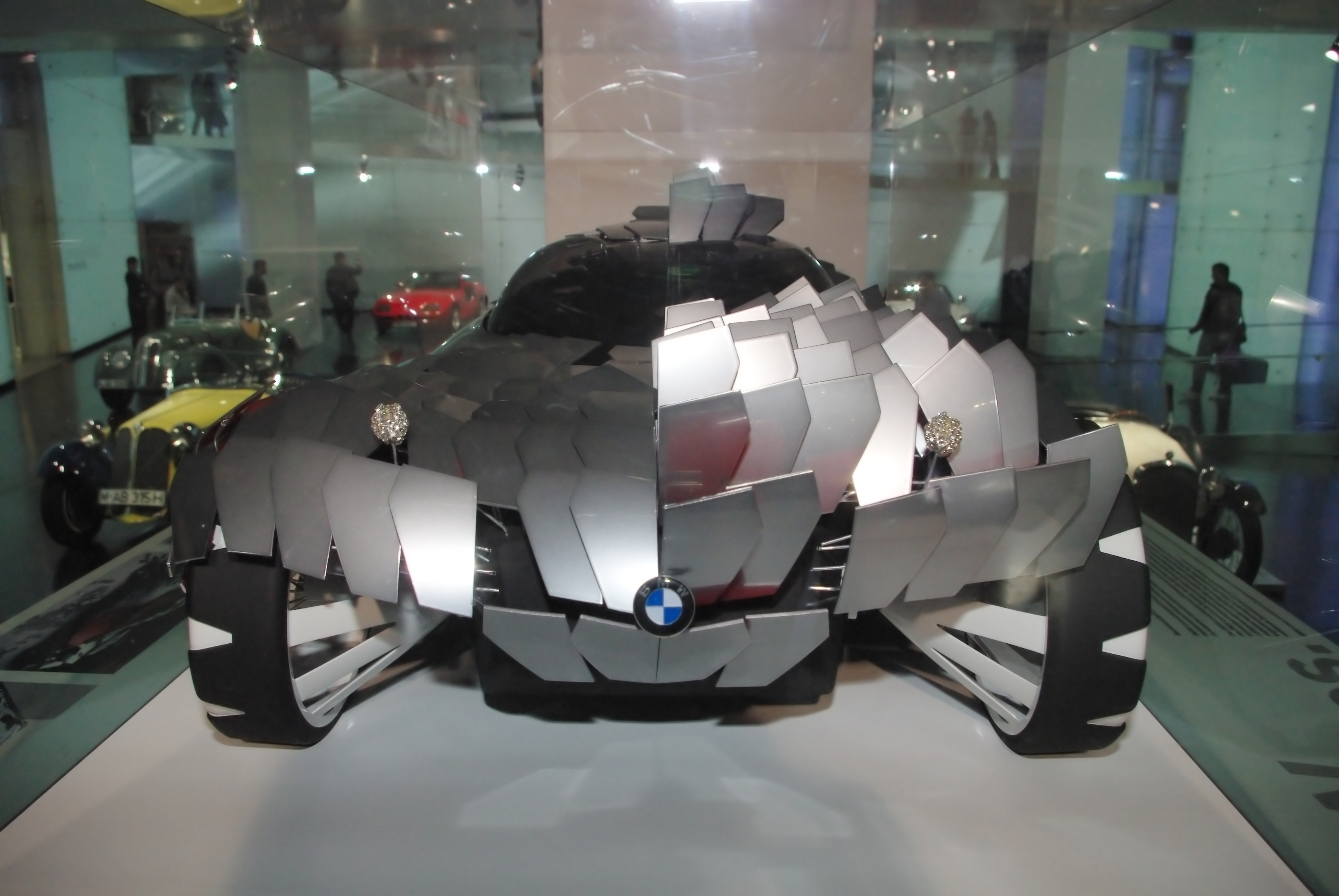
BMW Lovos 2009.
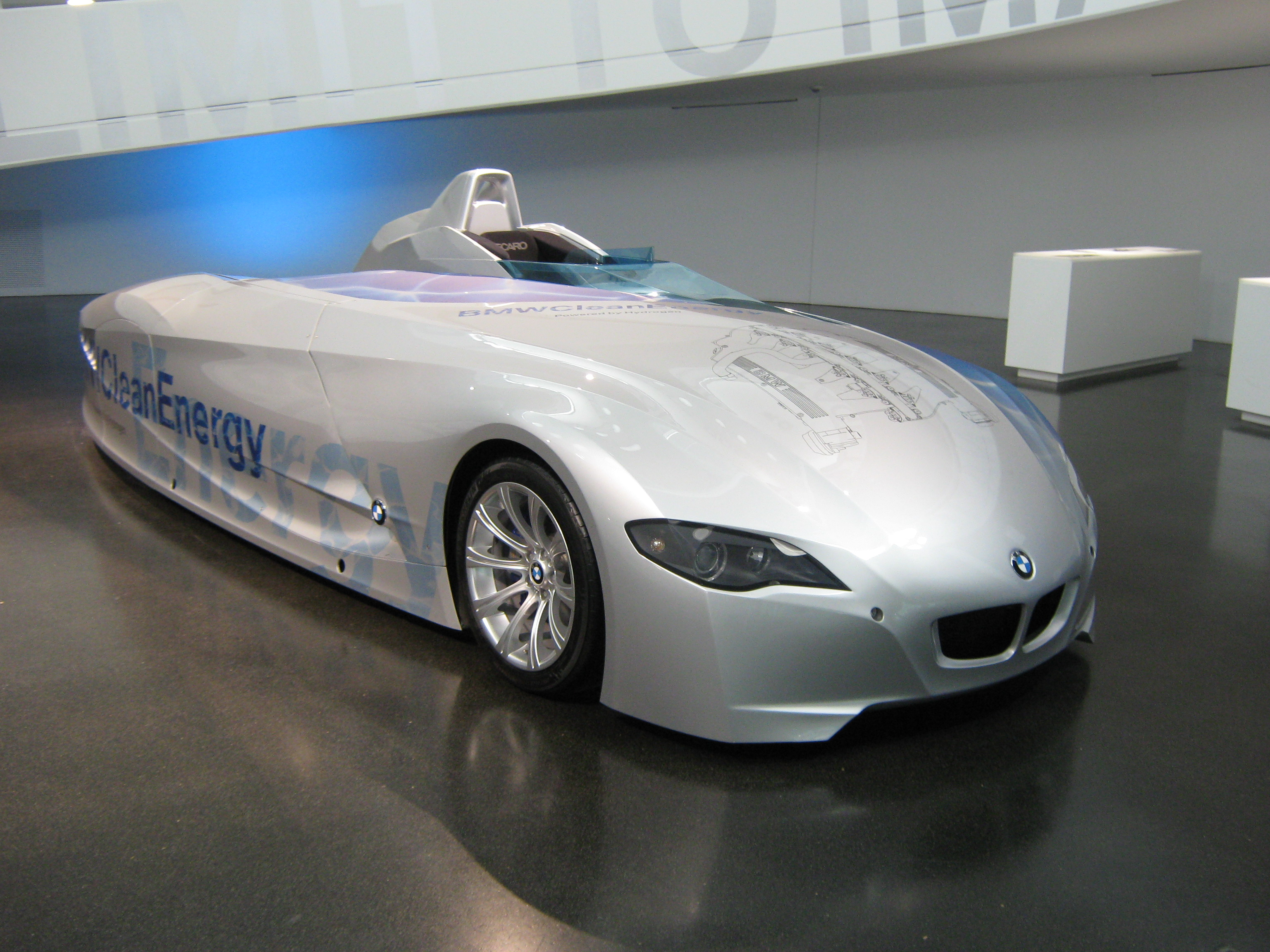
BMW H2R à moteur à hydrogène 2004 (BMW Art car).
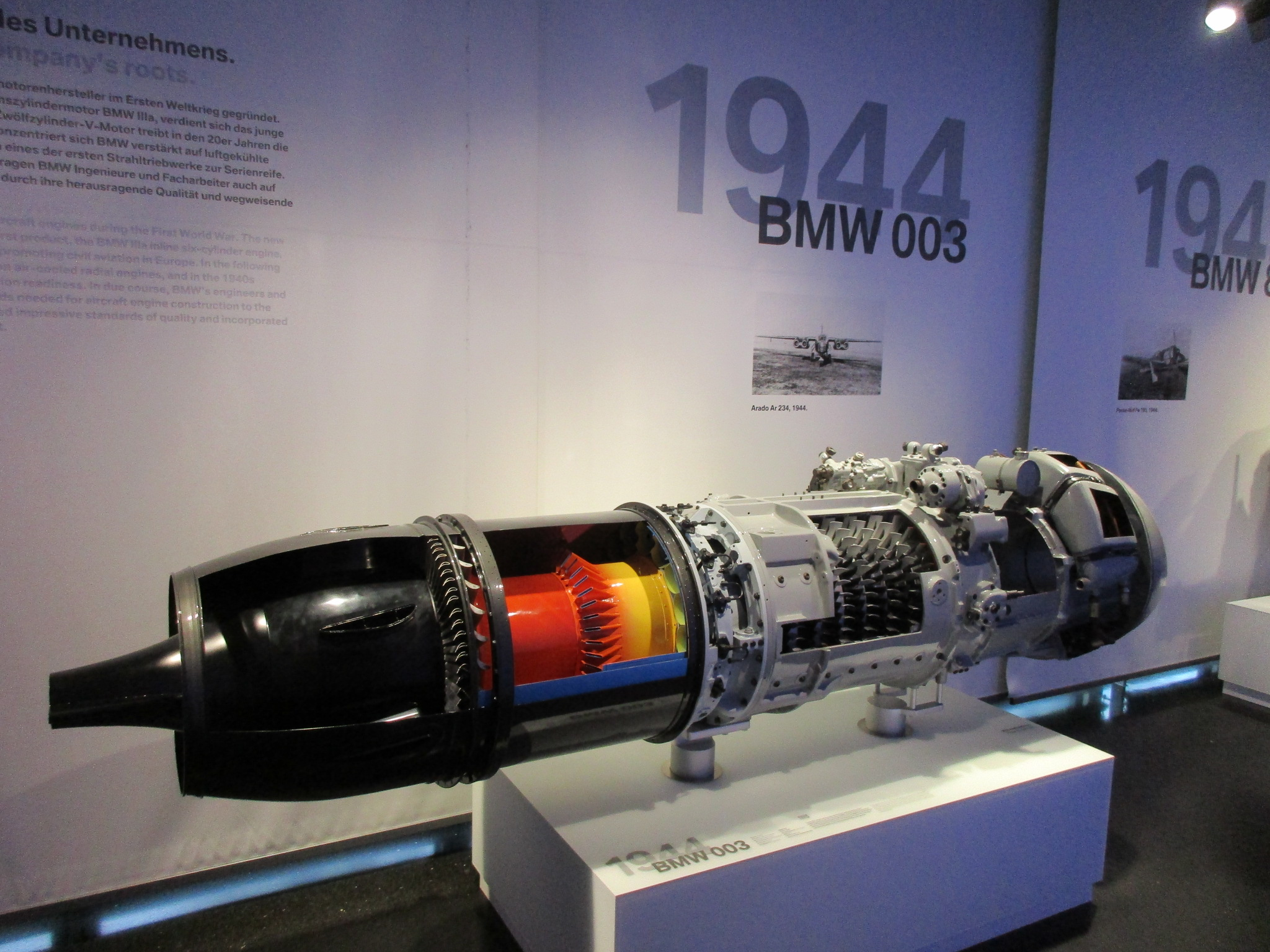
Turboréacteur BMW 003 1941.
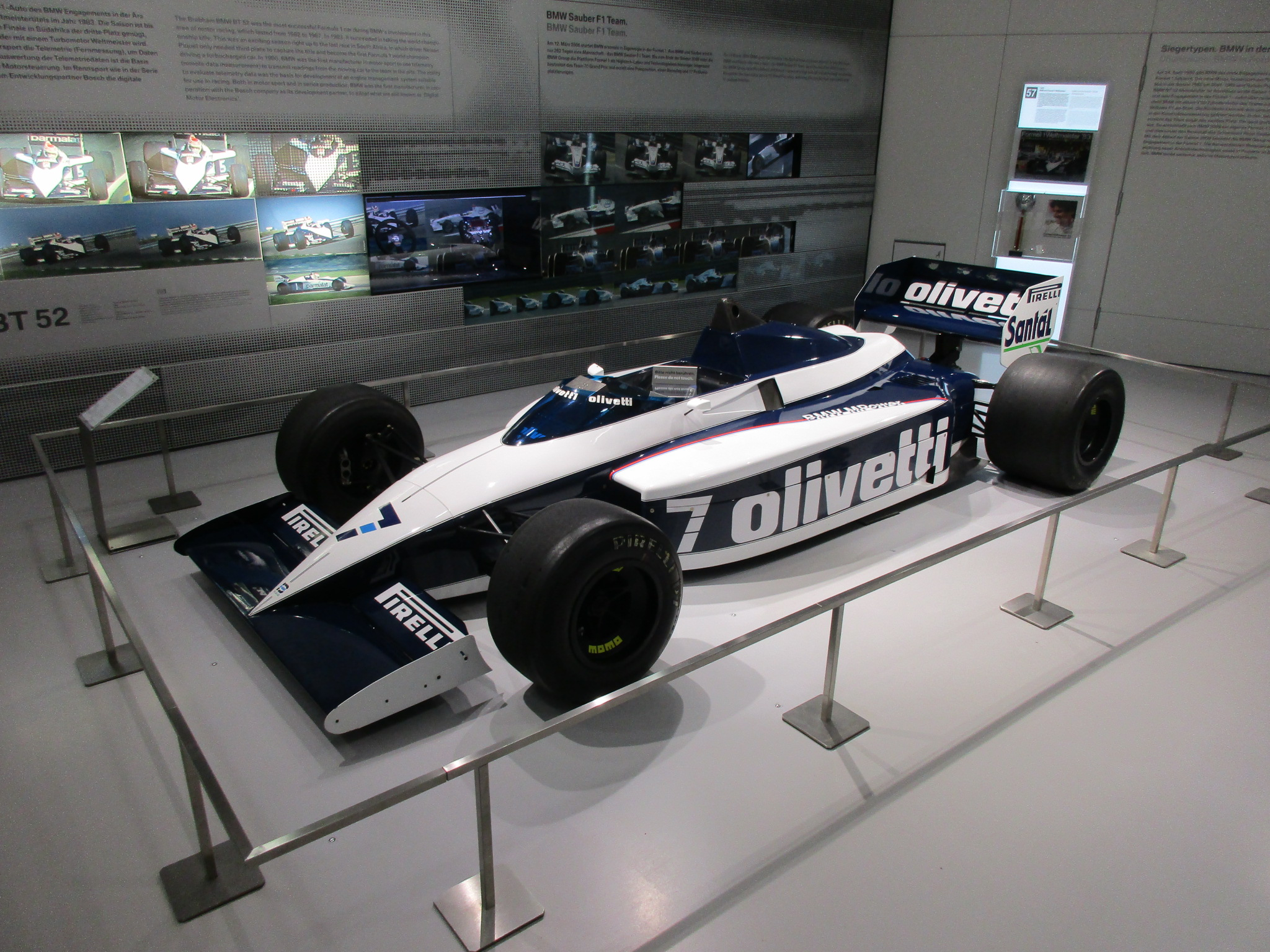
Brabham BT54 de Nelson Piquet, victorieuse du Grand Prix automobile de France 1985.
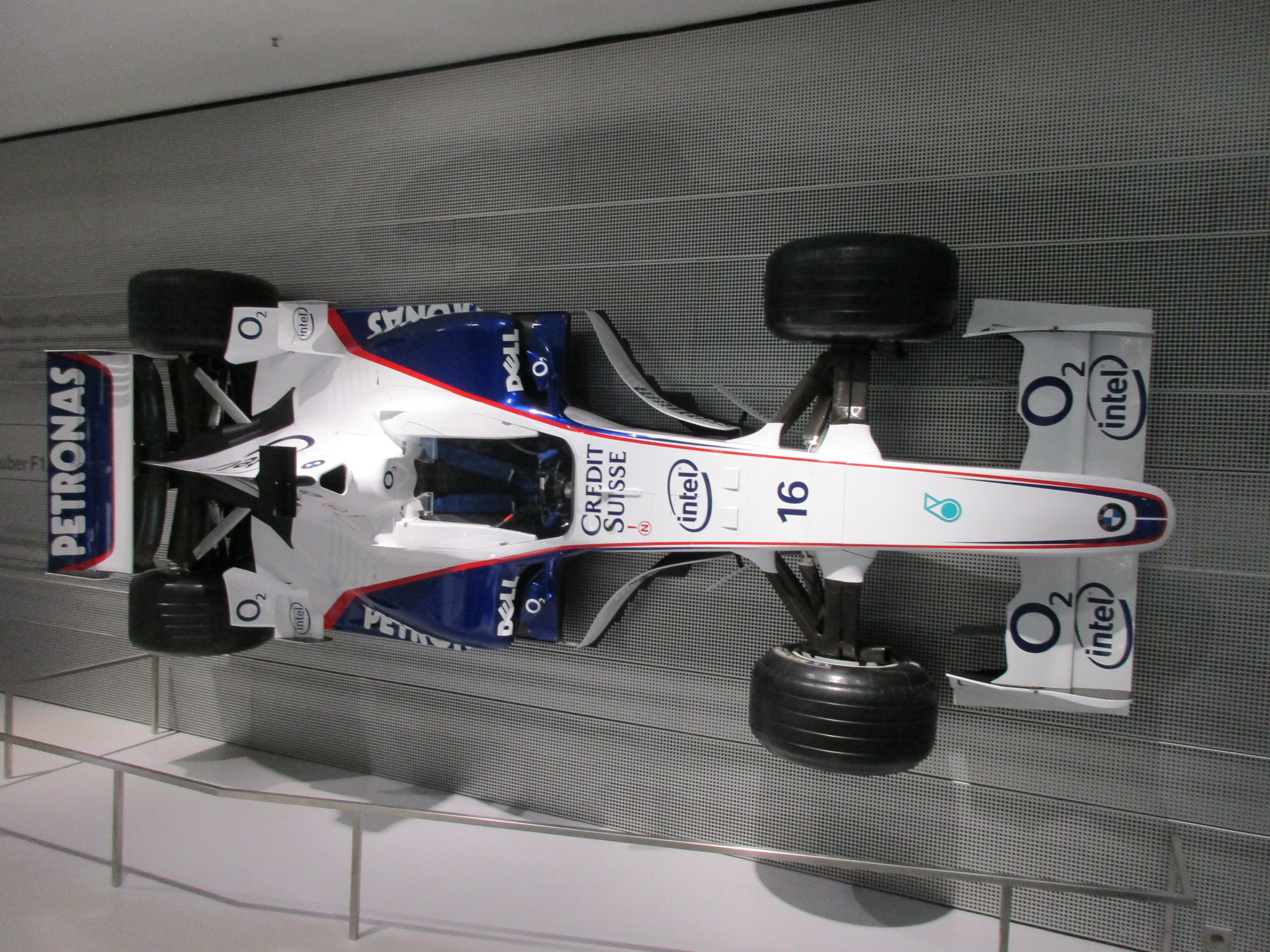
BMW Sauber F1.06 2006.
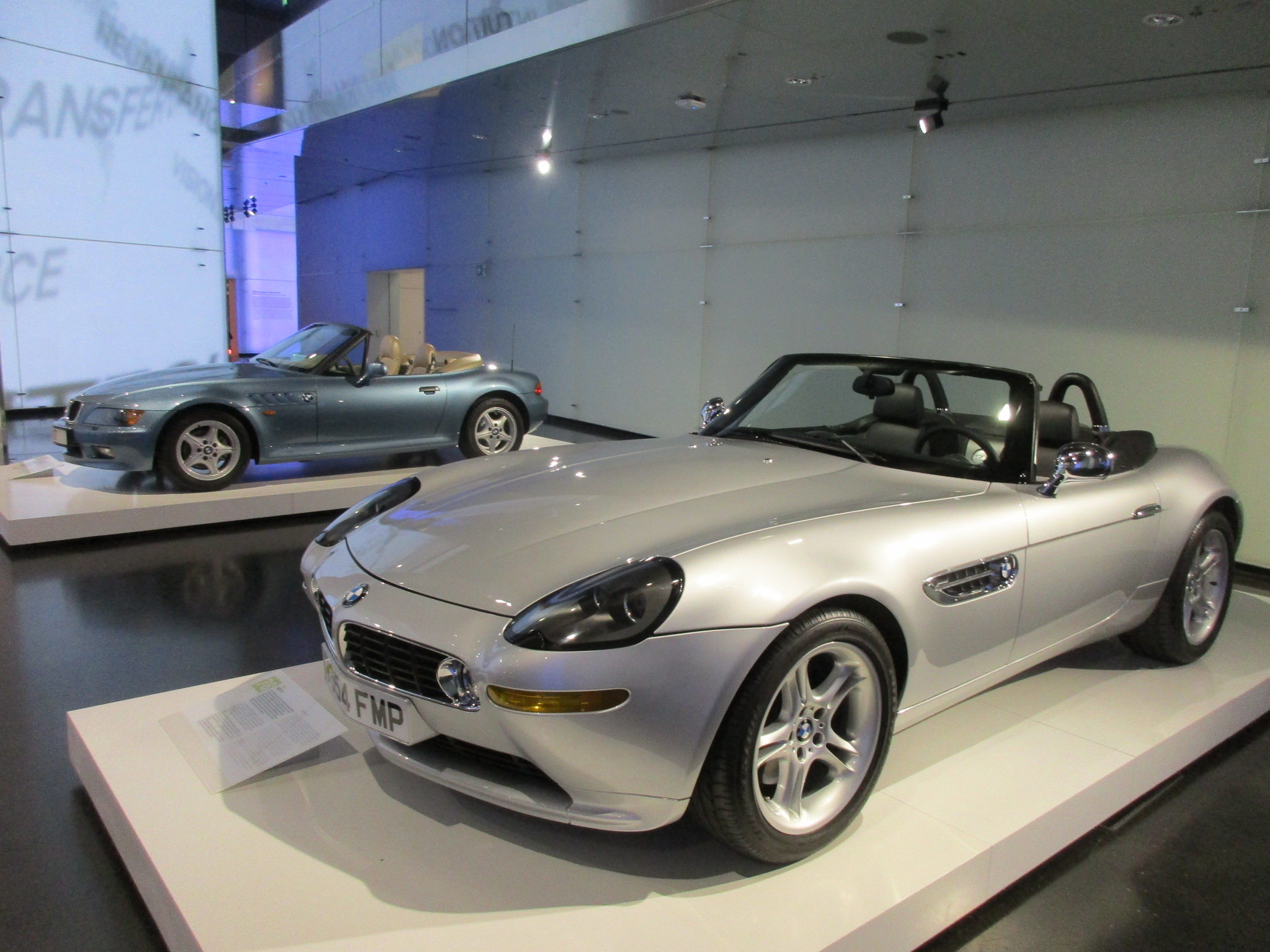
BMW Z8 1999, et BMW Z3 1995.
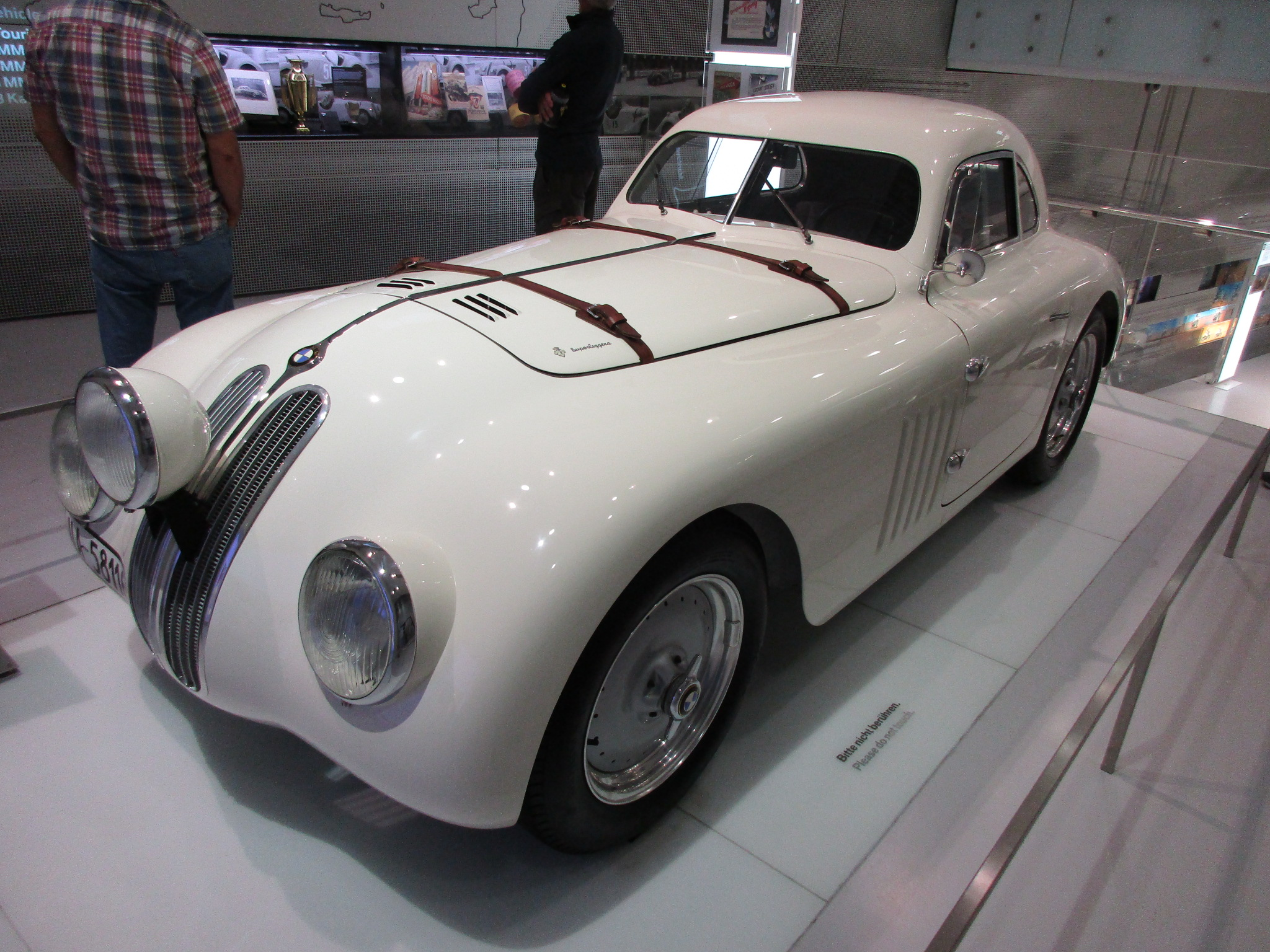
BMW 328 Touring coupé Superlegera, des 24 Heures du Mans 1939.
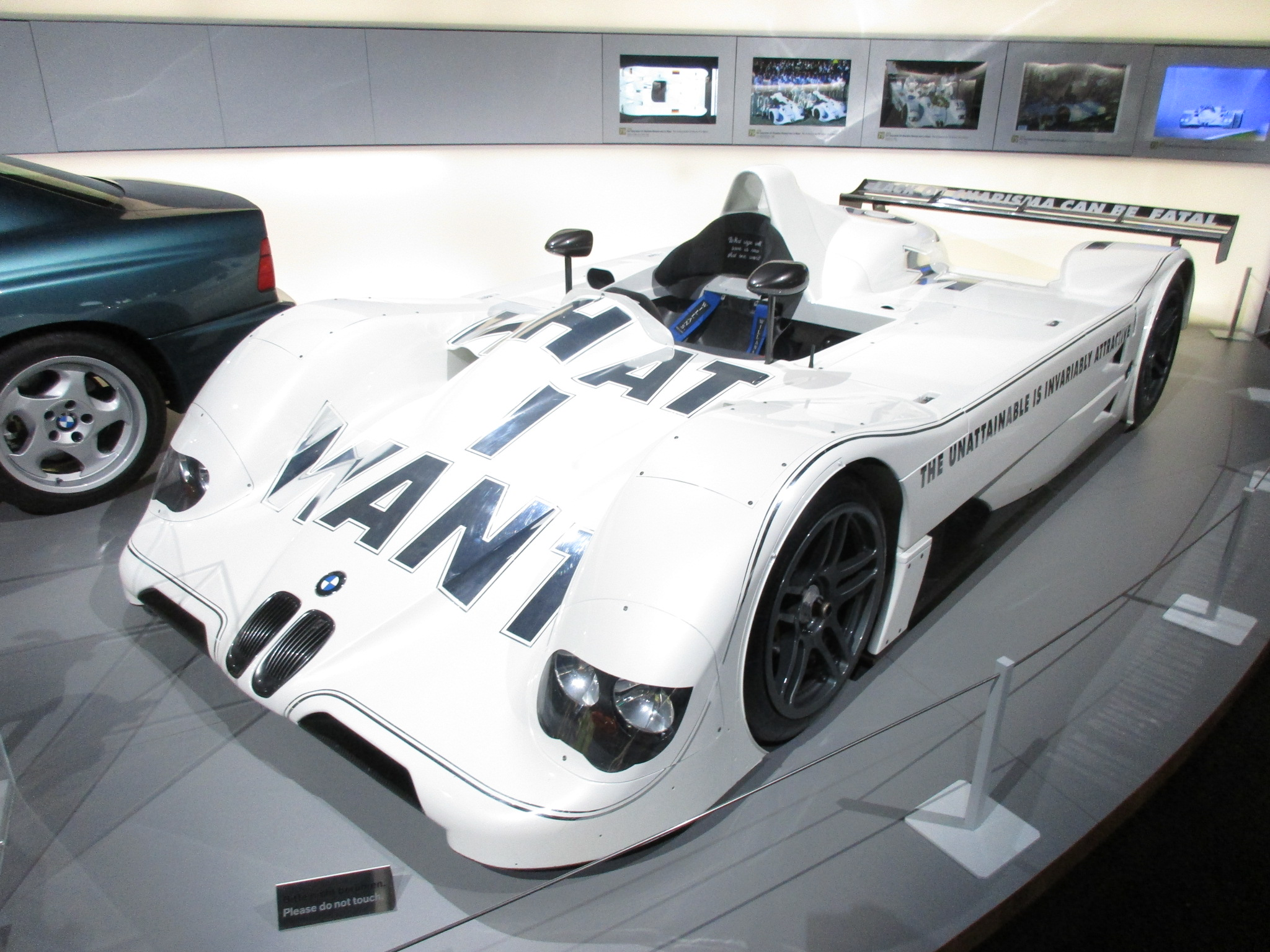
BMW V12 LMR, victorieuse des 24 Heures du Mans 1999.
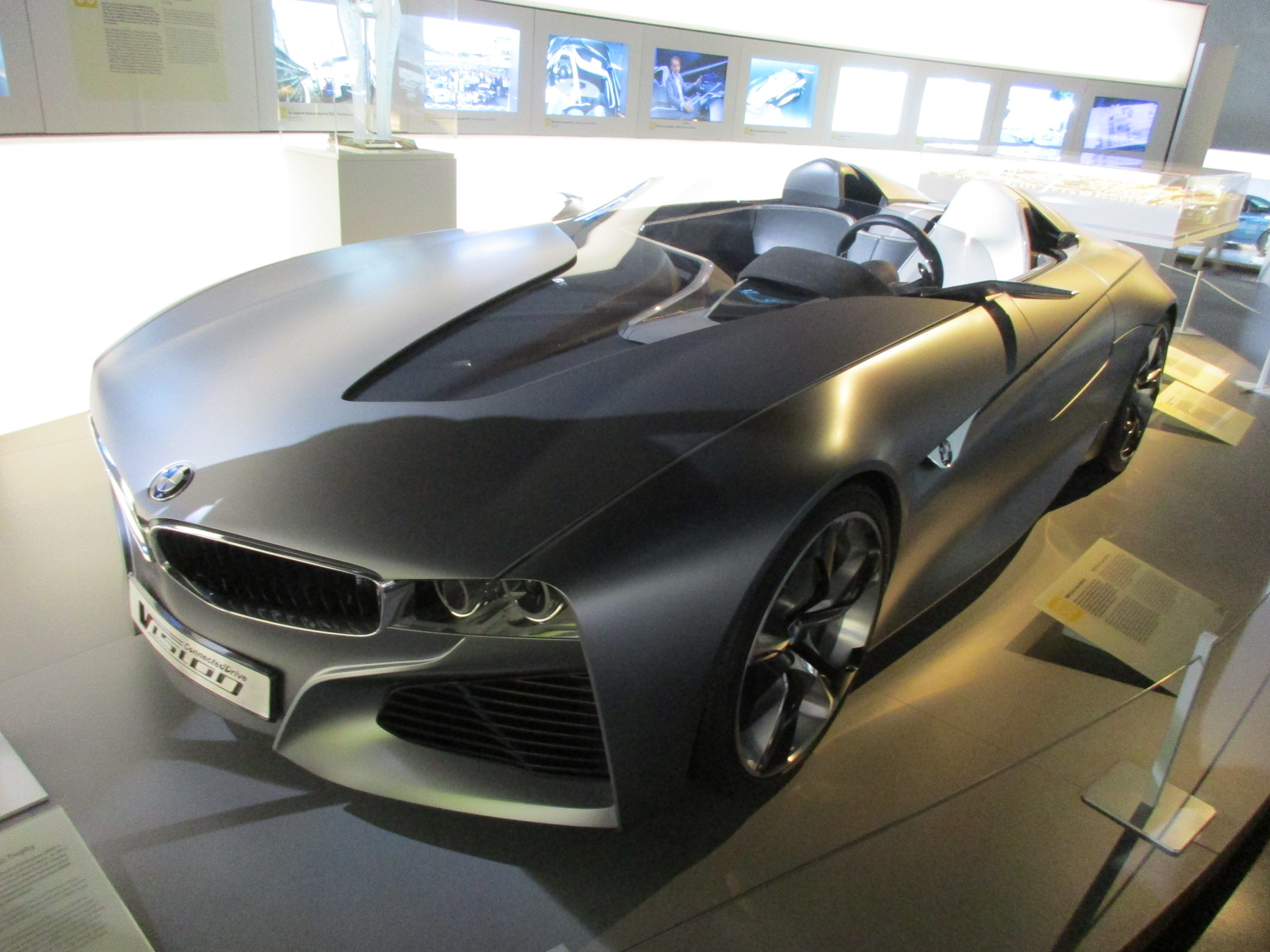
BMW Vision ConnectedDrive 2011.
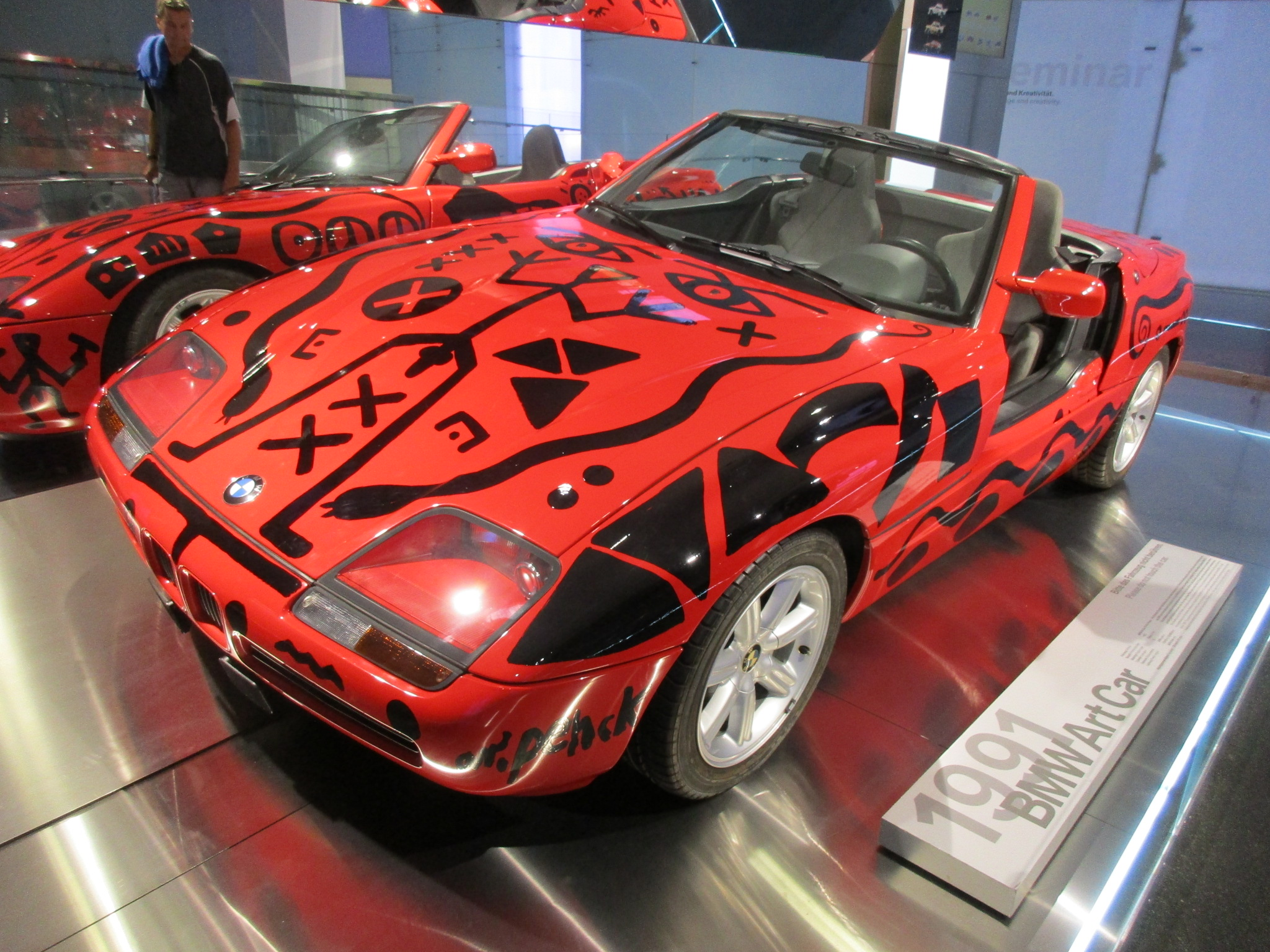
BMW Z1 Art Car par A. R. Penck 1991.
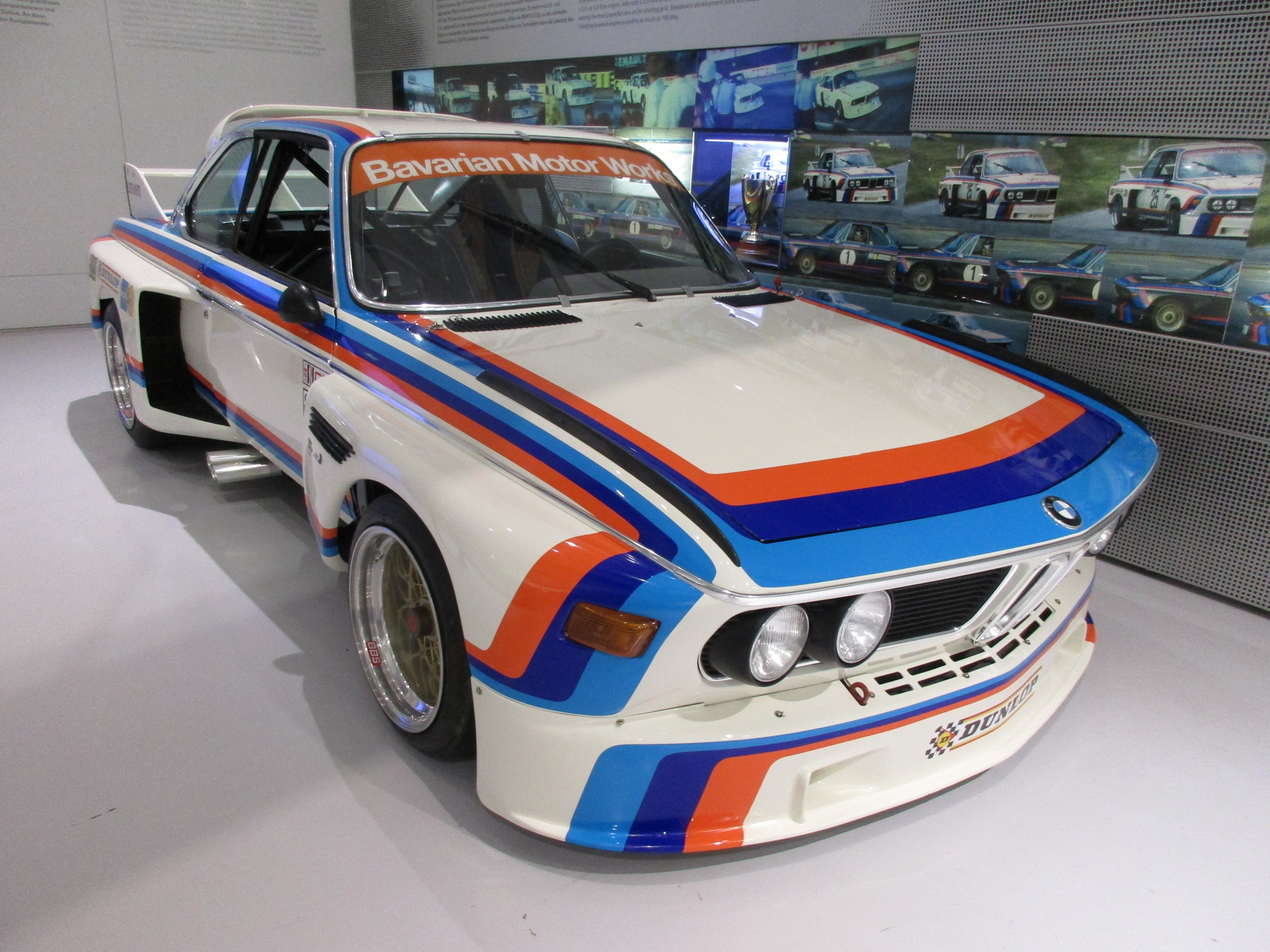
BMW 3.0 CSL (Group 2) 1973.